# محمد الباز (إعلامي فلسطيني)
محمد جعفر الباز  اعلامي ومذيع فلسطيني من قطاع غزة، اشتهر بتقديمه إذاعة صوت الثورة الفلسطينية (صوت فلسطين لاحقًا)، شغل عدة مناصب منها مدير إذاعة صوت الثورة الفلسطينية، ومدير عام تلفزيون فلسطين الرسمي، ورئيس البعثة التعليمية في صنعاء عمل في الملحق الثقافي في السفارة الفلسطينية في اليمن.

## نشأته ومسيرته قبل الاعلام
نشأ في حي الشجاعية في قطاع غزة، تلقى تعليمه للمرحلة الابتدائية والاعدادية في مدرسة فلسطين، التحق بجامعة الازهر في القاهرة ودرس تخصص الفلسفة، ولهوايته ممارسة كرة القدم والكرة الطائرة، اصبح كابتن منتخب جامعة الأزهر وكابتن منتخب الوافدين وانضم الى نادي السكة الحديد المصري، كما انضم الى نادي الترسانة المصري كلاعب ومهاجم في فريق كرة القدم.
في عام 1973، سافر من القاهرة إلى اليمن ضمن بعثة من ليبيا، ليعمل مدرس لغة عربية للمرحلة الثانوية في مدرسة عدن، وشارك في تأسيس فرقة دبكة شعبية مع الجالية الفلسطينية في اليمن في عام 1975.

## العمل في مجال الاعلام
بينما كان في زيارة مع زملائه المعلمين الى السفارة الفلسطينية في اليمن، أُقترح عليه اجراء اختبار صوت الى جانب 30 آخرين متقدمين لوظيفة مذيع في الاذاعة الفلسطينية التي كانت حديثة العهد آن ذاك، قُبل ضمن الخمسة اللذين نجحوا في الاختبار وفي بداية عقد السبعبنات، عمل كمذيع في إذاعة "عدن"، ومن ثم كمذيع في إذاعة "صوت العرب" في القاهرة.
اشتهر بتقديمه لمقدمة إذاعة "صوت الثورة الفلسطينية" اذاعة صوت فلسطين "صوت فلسطين صوت الثورة الفلسطينية ... يحييكم ويلتقي بكم مؤكدا عهده معكم في مسيرة النضال بالكلمة الأمينة، المعبرة عن الطلقة الشجاعة وبالجماهير العربية المعبئة والمنظمة بالكفاح المسلح حتى تحرير فلسطين".
في عام 1994، وبعد اتفاقية أوسلو، عاد الى فلسطين وكان من مؤسسي تلفزيون فلسطين وهي أول محطة تليفزيونية فلسطينية سياسية تعرض الأحداث الجارية في فلسطين والوطن العربي، بعد خمس سنوات من انطلاق المحطة، اتجهت القناة لتقديم المواضيع الاقتصادية والاجتماعية والتربوية بجانب السياسية وكانت تبث من قطاع غزة.
15 فبراير (شباط ) 2022، كُرم الباز من قِبل الأمانة العامة لاتحاد العام للكتاب والأدباء ومحافظ غزة 

## الوصلات الخارجية
- "هذا صوت فلسطين صوت الثورة الفلسطينية "الاعلامي محمد الباز (موقع TRT عربي)